# Вашингтон, Генри Стивенс
Ге́нри Сти́венс Ва́шингтон (англ. Henry Stephens Washington; 15 января 1867 — 7 января 1934) — американский геолог, минералог, геохимик и петрограф, считающийся одним из основателей американской и мировой школы петрографии. Член Американского философского общества (1922), член-корреспондент Академии наук СССР (1932).

## Биография
Родился в богатой семье в Ньюарке, штат Нью-Джерси. 
В 1886 (по другим данным — в 1888) году окончил колледж Йельского университета, после чего поступил в Йельский университет для продолжения изучения физики и химии. В это же время начал проводить полевые археологические и геологические исследования как в родных США, так и в других странах: Бразилии, Италии, Испании, Греции и Османской империи. Дополнительно изучал геологию и петрологию в Лейпциге и археологию в Афинах. В 1893 году получил степень докторскую степень за труд по изучению вулканических горных пород Лидии.
До 1894 года занимался в большей степени археологией, нежели геологией, проводя, в частности, обширные раскопки в Греции в этот период жизни он выдвинул теорию о гибели минойской культуры вследствие крупного извержения вулкана. В 1895 году стал преподавателем минералогии Йельского университета, однако уже через год ушёл в отставку, создав собственную петрографическую лабораторию в своём доме и посвятив жизнь изучению минералов и магматических пород. С 1906 года периодически выступал как консультант горнодобывающих компаний, в 1912 году стал сотрудником лаборатории геофизики в институте Карнеги, Вашингтон. В 1918—1919 годах работал научным атташе американского посольства в Риме, после чего вернулся в институт Карнеги. В 1924 году возглавил Американское минералогическое общество.
Являлся автором большого количества научных работ, посвящённых описанию, методикам проведения и сводке химического анализа изверженных горных пород, стал одним из авторов их современной химической классификации. Также писал о взаимосвязях между различными химическими элементами, строении Земли и Солнца, метеоритах. Кроме того, предложил гипотезу о проплавлении вулканических каналов газами, занимался изучением распространения химических элементов в земной коре (совместно с Кларком), открыл зависимость состава выделяющейся лавы от местоположения вулкана, создал собственную схему деления Земли на геохимические зоны, собственную количественную классификацию магматических пород и собственную систему пересчётов анализов пород на нормативные материалы. Совместно с геологами Пирссоном, Иддингсом и Кроссом создал метод пересчета CIPW.